# Любек-Аеропорт (станція)
53°48′08″ пн. ш. 10°41′53″ сх. д. / 53.8022° пн. ш. 10.6981° сх. д.
Любек-Аеропорт (нім. Haltepunkt Lübeck Flughafen) — станція в аеропорту Любек на залізниці Любек — Люнебург у німецькій землі Шлезвіг-Гольштейн. 
Урочисто відкрито 28 травня 2008.. Вартість будівництва склала близько 1,4 млн євро

Там цьому ж місці була станція Любек-Бланкензе, але її давно закрили.
Відкриття станції покращило доступність аеропорту; поїздка зі станції Любек-Центральний скоротилася з приблизно 30 хвилин на автобусі до менш ніж десяти хвилин.

## Залізничні послуги
Станція розташована на залізниці Кіль – Люнебург. 
Потяги курсують щогодини щодня (будні та неділі) у кожному напрямку (квітень 2013 року). 
Тому щогодини з цієї станції є два відправлення. 
Регулярні послуги обслуговуються дизельними агрегатами класу 648 (Alstom Coradia LINT). 
З Кіля є пряме сполучення без пересадки з Кіль-Центральний до цієї станції; з Гамбурга є два потяги на годину до цієї станції, одне з пересадкою у Любеку, а інше з пересадкою у Бюхені .
На станції зупиняються такі маршрути:
| № Маршруту | Маршрут | Час в дорозі |
| RE 83      | Кіль-Центральний – Preetz – Любек-Центральний – Любек-Гокшульштадтайль – Любек-Аеропорт – Бюхен – Люнебург | 145          |